# Central Suffolk and North Ipswich
Circonscription parlementaire de la Chambre des communes
La circonscription de Central Suffolk et North Ipswich est une circonscription électorale anglaise située dans le Suffolk, et représentée à la Chambre des communes du Parlement britannique depuis 2010 par Dan Poulter du Parti travailliste.

## Géographie
La circonscription comprend :
- La ville de Framlingham
- Le village de Wickham Market

## Députés
Les Members of Parliament (MPs) de la circonscription sont :
| Législature                                                | Années        | Député      | Député       | Parti        |
| ---------------------------------------------------------- | ------------- | ----------- | ------------ | ------------ |
| Central Suffolk and North Ipswich issue de Central Suffolk |               |             |              |              |
| 52e                                                        | 1997–2001     |             | Michael Lord | Conservateur |
| 53e                                                        | 2001–2005     |             | Michael Lord | Conservateur |
| 54e                                                        | 2005–2010     |             | Michael Lord | Conservateur |
| 55e                                                        | 2010–2015     | Dan Poulter |              | Conservateur |
| 56e                                                        | 2015–2017     | Dan Poulter |              | Conservateur |
| 57e                                                        | 2017–2019     | Dan Poulter |              | Conservateur |
| 58e                                                        | 2019–2024     | Dan Poulter |              | Conservateur |
| 58e                                                        | 2024–en cours | Dan Poulter |              | Travailliste |

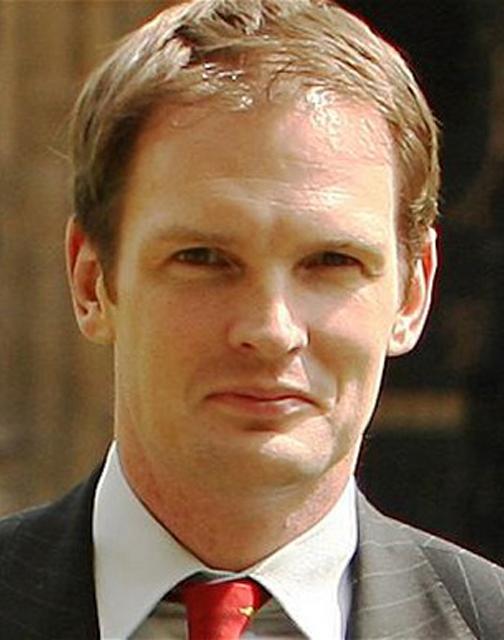
Dan Poulter (2010-en cours)